# 北欧投資銀行
北欧投資銀行（ほくおうとうしぎんこう）、Nordic Investment Bank (NIB) は、北欧5国及びバルト3国の計8か国の加盟国によって構成される国際金融機関である。

## 沿革
- 1975年12月4日：北欧投資銀行の設立に関する契約に、デンマーク、フィンランド、アイスランド、ノルウェー及びスウェーデンが署名。
- 1976年：6月1日、設立契約および定款が発効。8月2日、業務を開始。
- 1998年10月23日：北欧5国が新設立契約に調印。翌1999年7月18日に発効。
- 2004年2月11日：エストニア、ラトビア及びリトアニアを加盟国に加えた新契約が締結。翌2005年1月1日付で発効。